# Circunscrições eclesiásticas católicas da Espanha
.

Mapa das dioceses da Espanha. Em cor escura as arquidioceses.

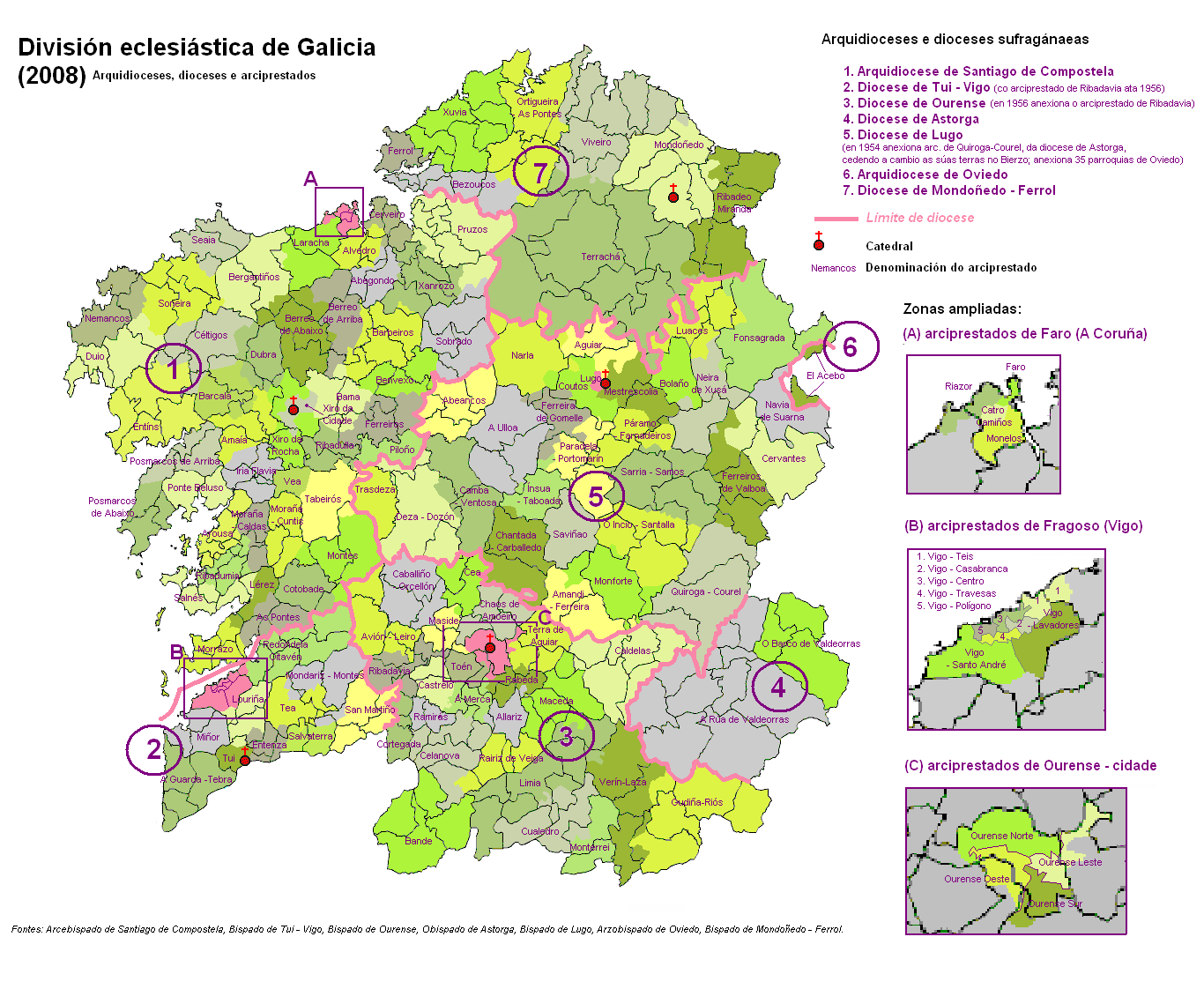
Divisão eclesiástica da Galiza. Muitos dos seus arciprestados referem a entidades étnicas pré-romanas, como Nemancos, Céltigos, Entins ou Posmarcos

Esta é uma lista das circunscrições eclesiásticas católicas em Espanha. São setenta dioceses e catorze arquidioceses.

## Província eclesiástica de Barcelona
- Arquidiocese de Barcelona
- Diocese de Sant Feliu de Llobregat
- Diocese de Terrassa

## Província eclesiástica de Burgos
- Arquidiocese de Burgos
- Diocese de Bilbao
- Diocese de Osma-Sória
- Diocese de Palência
- Diocese de Vitória

## Província eclesiástica de Granada
- Arquidiocese de Granada
- Diocese de Almeria
- Diocese de Cartagena
- Diocese de Guadix
- Diocese de Jaén
- Diocese de Málaga

## Província eclesiástica de Madrid
- Arquidiocese de Madrid
- Diocese de Alcalá de Henares
- Diocese de Getafe

## Província eclesiástica de Mérida-Badajoz
- Arquidiocese de Mérida-Badajoz
- Diocese de Cória-Cáceres
- Diocese de Plasencia

## Província eclesiástica de Oviedo
- Arquidiocese de Oviedo
- Diocese de Astorga
- Diocese de Leão
- Diocese de Santander

## Província eclesiástica de Pamplona
- Arquidiocese de Pamplona e Tudela
- Diocese de Calahorra e La Calzada-Logroño
- Diocese de Jaca
- Diocese de São Sebastião

## Província eclesiástica de Santiago de Compostela
- Arquidiocese de Santiago de Compostela
- Diocese de Lugo
- Diocese de Mondoñedo-Ferrol
- Diocese de Ourense
- Diocese de Tui-Vigo

## Província eclesiástica de Sevilla
- Arquidiocese de Sevilha
- Diocese de Cádiz e Ceuta
- Diocese das Canárias, apesar de seu nome por si só ocupa a província oriental das Ilhas Canárias.
- Diocese de Tenerife, ocupa a província ocidental das Ilhas Canárias.
- Diocese de Córdova
- Diocese de Huelva
- Diocese de Jerez de la Frontera

## Província eclesiástica de Tarragona
- Arquidiocese de Tarragona
- Diocese de Girona
- Diocese de Lérida
- Diocese de Solsona
- Diocese de Tortosa
- Diocese de Urgel
- Diocese de Vic

## Província eclesiástica de Toledo
- Arquidiocese de Toledo
- Diocese de Albacete
- Diocese de Ciudad Real
- Diocese de Cuenca
- Diocese de Siguença-Guadalajara

## Província eclesiástica de Valência
- Arquidiocese de Valência
- Diocese de Ibiza
- Diocese de Mallorca
- Diocese de Menorca
- Diocese de Orihuela-Alicante
- Diocese de Segorbe-Castelló de la Plana

## Província eclesiástica de Valladolid
- Arquidiocese de Valladolid
- Diocese de Ávila
- Diocese de Ciudad Rodrigo
- Diocese de Salamanca
- Diocese de Segóvia
- Diocese de Samora

## Província eclesiástica de Saragoça
- Arquidiocese de Saragoça
- Diocese de Barbastro-Monzón
- Diocese de Huesca
- Diocese de Taraçona
- Diocese de Teruel e Albarracín

## Ordinariato Militar
- Arcebispado Militar da Espanha

## Ordinariato de Rito Oriental
- Ordinariato da Espanha para os fiéis de rito oriental